# Yakbim Sekhaenre
Sekhaenre Yakbim hoặc Yakbmu là một vị vua trong Thời kỳ Chuyển tiếp thứ Hai của Ai Cập. Mặc dù vương triều và thứ tự thời gian của ông hiện đang được tranh luận, nhà Ai Cập học người Đan Mạch Kim Ryholt tin rằng ông có thể là người đã sáng lập nên vương triều thứ 14 có nguồn gốc Levant trong khi phần lớn các tài liệu cổ đều coi ông như là một thành viên của vương triều thứ 16.

## Đồng nhất
Tên của ông chưa bao giờ xuất hiện trong một đồ hình, mà vốn là một đặc quyền của các pharaon; Tuy nhiên, trên những con dấu của mình, ông thường được gọi là "Vị thần rộng lượng, Sekhaenre" (hoặc đơn giản là "Sekhaenre") và "Người con trai của thần Ra, Yakbim".
Không có bằng chứng trực tiếp nào cho thấy tên ngai của Yakbim là Sekhaenre. Giả thuyết này dựa trên cơ sở các đặc trưng về phong cách nghệ thuật của những con dấu và được đề xuất bởi William Ayres Ward, nó sau đó được Ryholt bổ sung thêm chi tiết; Daphna Ben-Tor không đồng thuận với giả thuyết này và chỉ ra rằng những con dấu của một số vị vua sống vào giai đoạn này lại quá giống nhau có thể để kết luận tương quan như vậy chỉ dựa trên cơ sở các đặc trưng về kiểu mẫu 
Giả sử rằng giả thuyết của Ward đúng, Sekhaenre Yakbim được chứng thực bởi 123 con dấu, đứng thứ hai ở thời kỳ này chỉ sau Sheshi với 396 con dấu. Dựa trên điều này, Ryholt ước tính triều đại của ông kéo dài khoảng 25 năm, vào khoảng từ năm 1805–1780 TCN.
Nhà Ai Cập học người Israel Raphael Giveon đồng nhất Yakbim với một vị vua khác thuộc vương triều này, Ya'ammu Nubwoserre, trong khi Jürgen von Beckerath đặt Yakbim ngang hàng với Salitis, vị vua sáng lập nên vương triều thứ 15 theo Manetho.